# Fietsdynamo

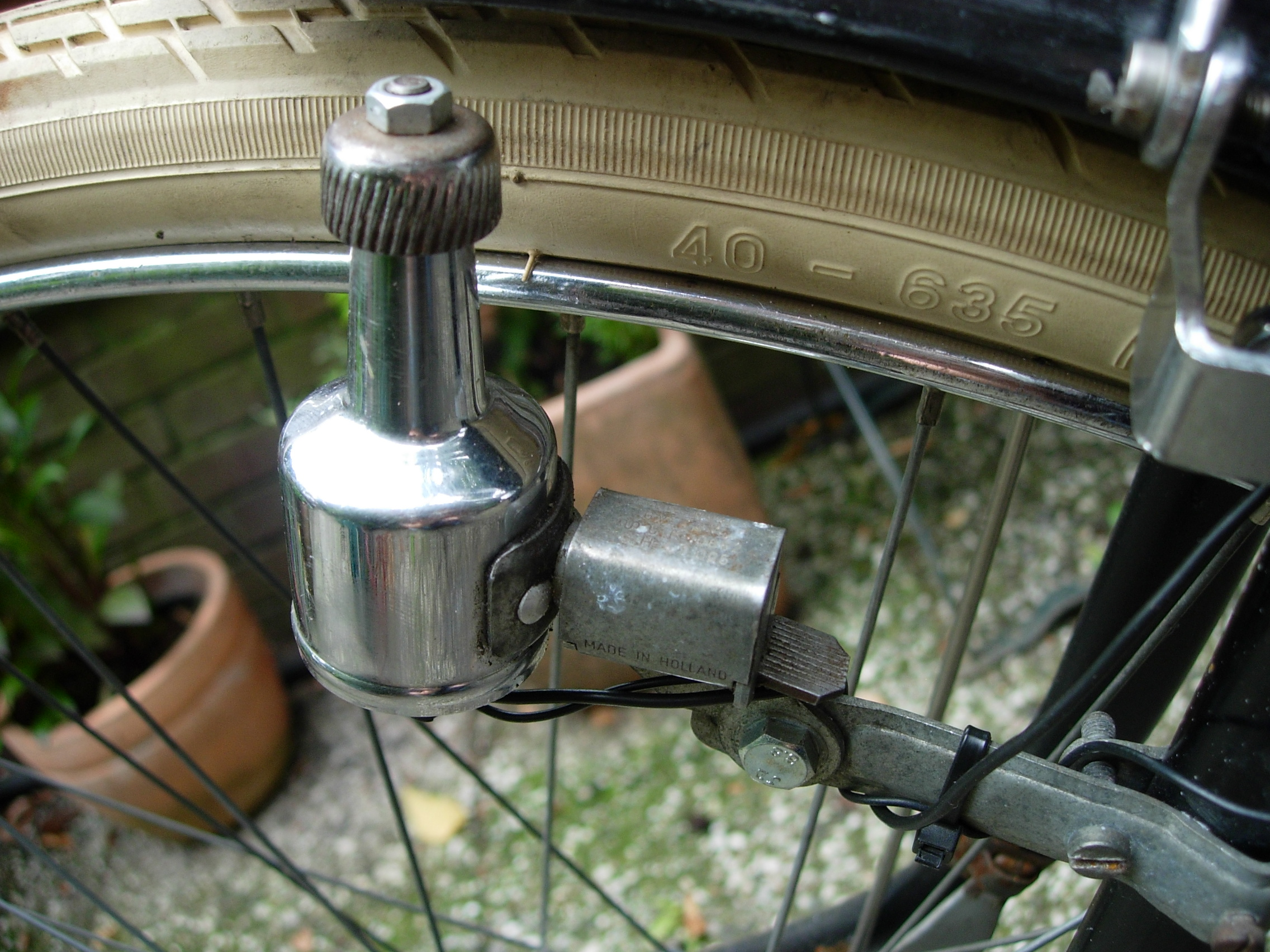
Banddynamo

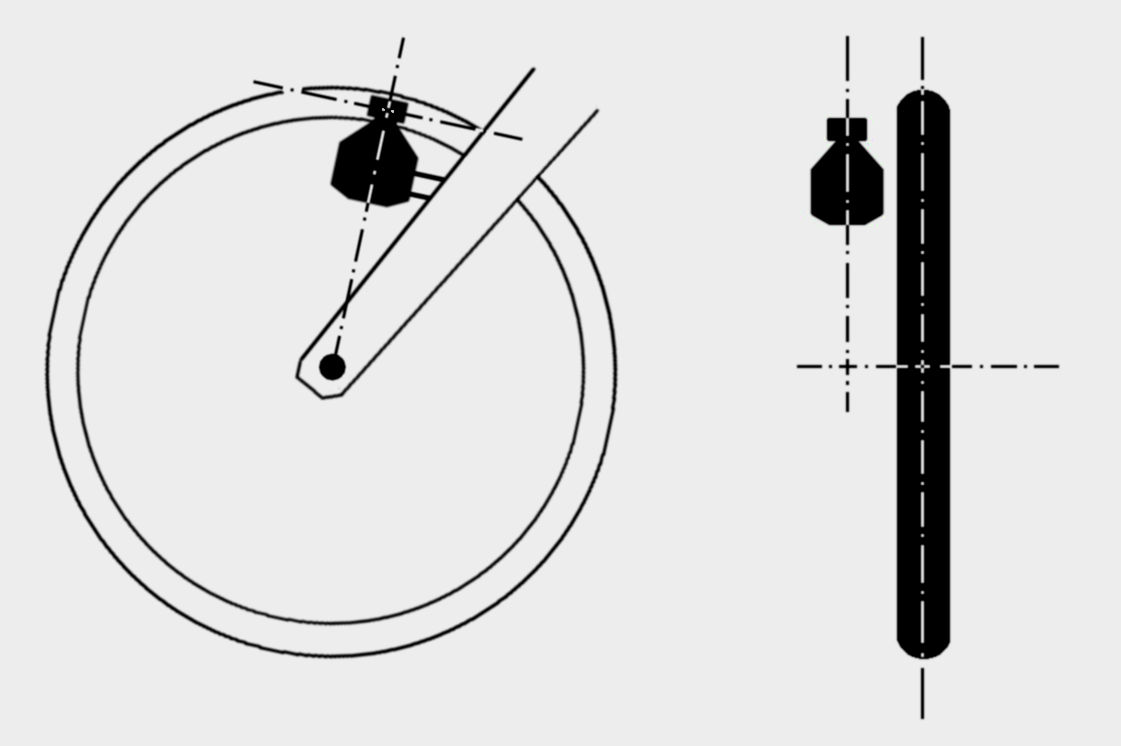
Positionering van banddynamo

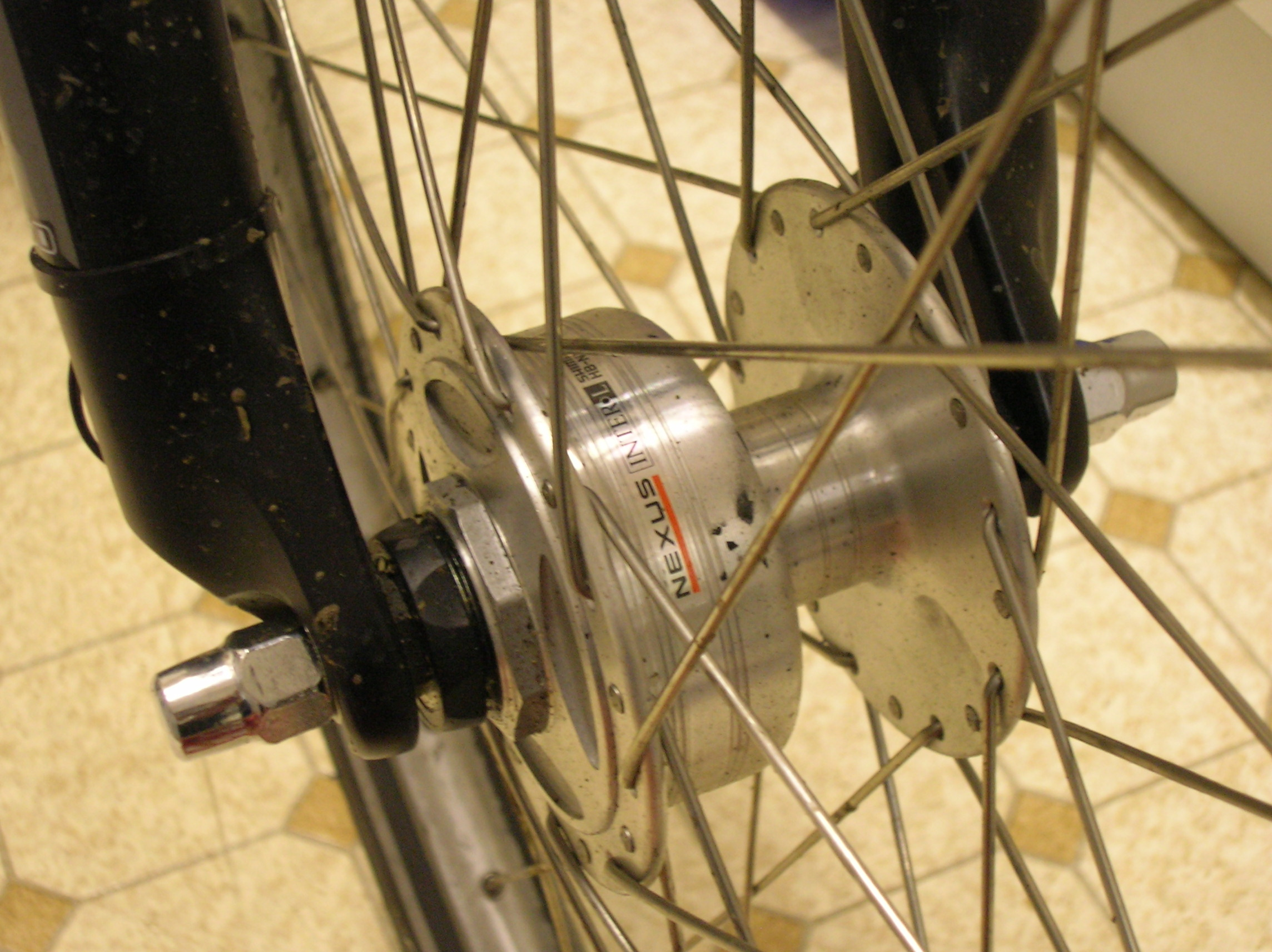
Naafdynamo

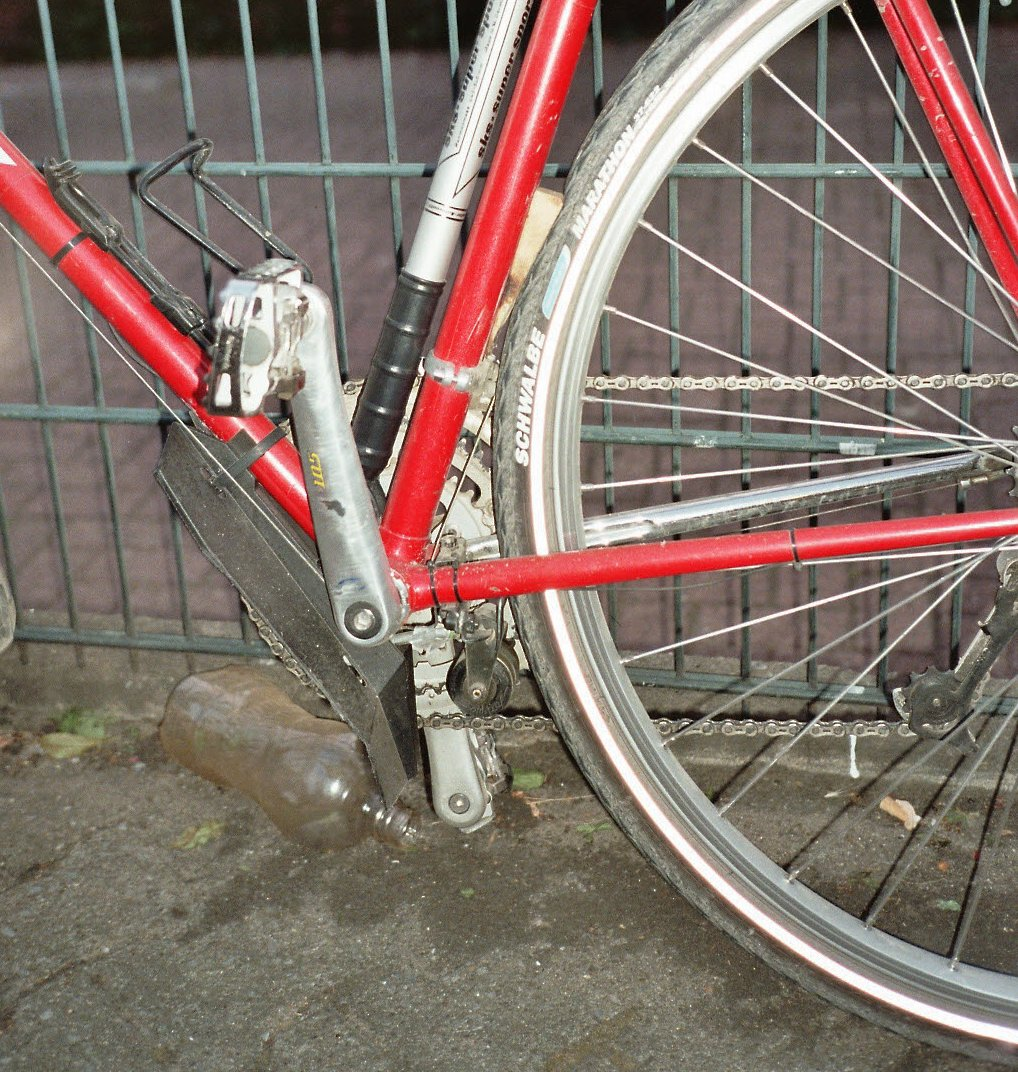
Roldynamo bevestigd achter de trapas

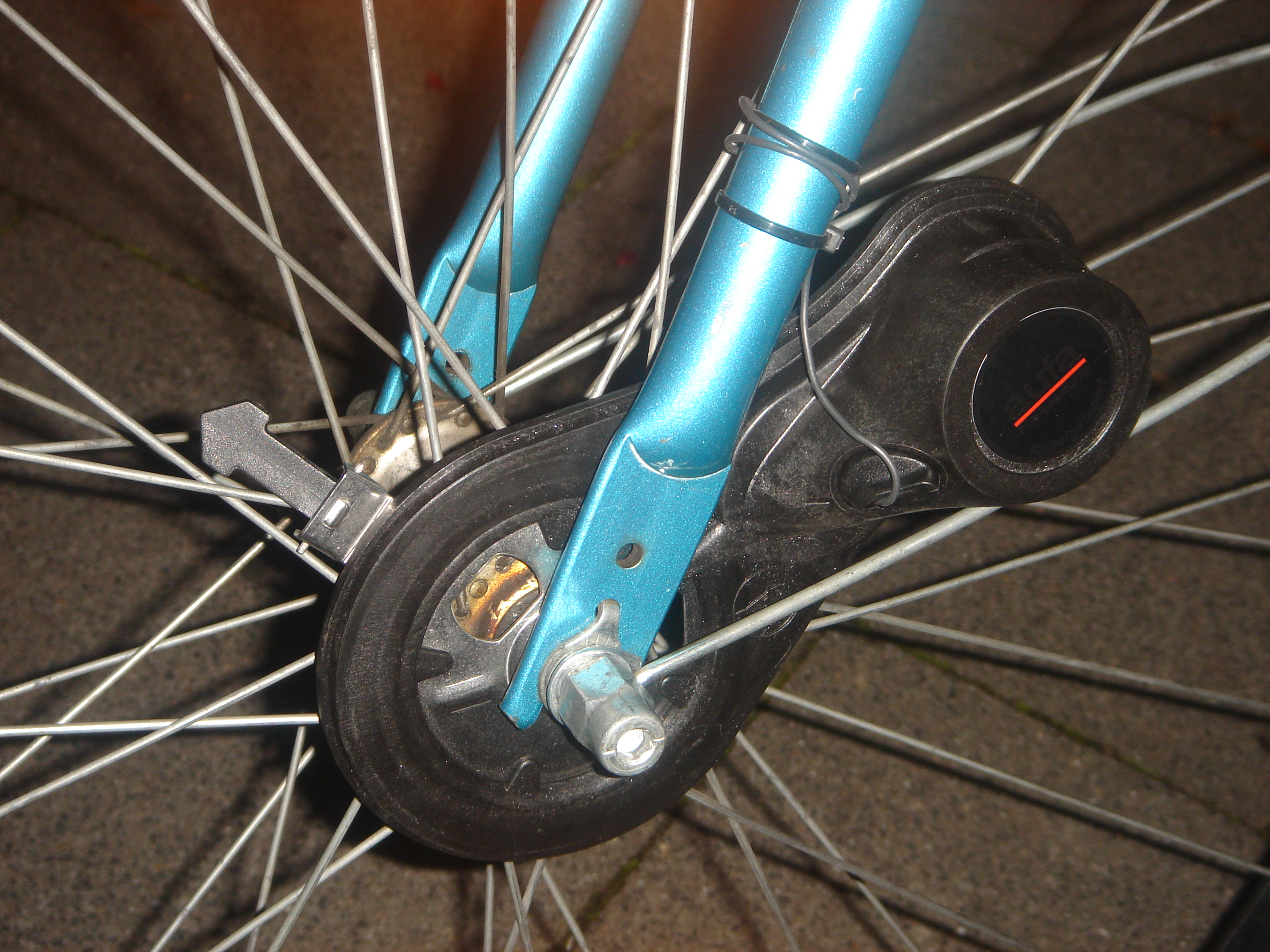
Spaakdynamo

Een fietsdynamo is een wisselstroomdynamo die de fietsverlichting van een fiets van stroom voorziet. De rotatie van het fietswiel wordt overgebracht op de as van de dynamo. De dynamo levert dus alleen spanning aan de verlichting tijdens het fietsen. 

## Typen
De twee meest gebruikte typen dynamo zijn de banddynamo, die al lange tijd wordt gebruikt, en de naafdynamo, die sinds de jaren 1990 populair is en op de meeste toerfietsen wordt gebruikt. Andere typen zijn de roldynamo, de velg- en spaakdynamo. Alleen naafdynamo's geven wanneer het licht uit is nog een kleine weerstand. De andere dynamo's geven zonder licht geen weerstand, omdat ze dan van het wiel worden losgekoppeld.

### Banddynamo
De banddynamo is de meest voorkomende fietsdynamo, wordt meestal bevestigd aan de voorvork, soms aan de achtervork, grijpt in werking op de zijkant van de fietsband aan en zit meestal aan de linkerkant van het wiel. In uitzonderlijke gevallen grijpt de dynamo op de velg aan en spreekt men over een velgdynamo. 
Bij banddynamo's wordt het geribbelde aandrijfwieltje, het loopwiel, in werking door veerkracht tegen de fietsband gedruk. Overdag, wanneer de dynamo niet wordt gebuikt, kan de dynamo met een blokkeerinrichting op enige afstand van de band worden gehouden, zodat het loopwiel niet meedraait. De overbrengingsverhouding van het wiel naar de conventionele banddynamo is zeer groot, ongeveer 30, de mechanische verliezen zijn dat ook, slechts een klein deel van het vermogen dat iemand extra moet trappen om de dynamo te laten draaien wordt in elektrische energie omgezet. Een draaiende dynamo geeft bij het fietsen duidelijk weerstand, het maakt daarbij weinig uit of er wel of geen verlichting is aangesloten. Een banddynamo kan uitgerust zijn met een ingebouwde oplaadbare batterij om de fietsverlichting bij zeer lage snelheden te kunnen versterken. 
Een van de twee elektrische polen aan de buitenkant van de dynamo is de metalen behuizing zelf, die via het frame met de verlichting wordt verbonden. De andere pool bevindt zich geïsoleerd daarvan aan de onderkant en wordt met een enkele draad naar de koplamp en met een andere draad naar het achterlicht gevoerd. Tegenwoordig worden steeds meer de toevoerdraden dubbel uitgevoerd, waardoor een door corrosie verbroken stroomkring en het daardoor weigeren van de verlichting minder voorkomt. Het aansluitpunt tussen de draden en de dynamo kan uitgevoerd zijn met een klem-, schroef- of steekverbinding. 
Bij de meeste banddynamo's vormt een ronde permanente magneet de rotor en is de stator voorzien van een of meerspoelen. De meeste dynamo's hebben vier spoelen, maar er komen ook met zes spoelen voor.

### Roldynamo
De roldynamo is een variant op de banddynamo, die aangrijpt op het loopvlak van de band. Bij conventionele fietsen is de roldynamo achter de trapas bevestigd.

### Naafdynamo
Een dynamo in de naaf werd vanouds, onder de naam Dynohub, gemaakt door de Engelse fabrikant Sturmey-Archer, en kon in combinatie met een drieversnellingsnaaf worden geleverd. Merkwaardig is dat een dynamo in het Verenigd Koninkrijk niet zeer populair is. Engelse fietsers rijden vanouds meestal met een verlichting die op batterijen werkt. Tegenwoordig is een dynamo in de naaf van het voorwiel zeer populair geworden. De moderne naafdynamo draait heel licht, het verschil met een naaf zonder dynamo is te verwaarlozen. Het zoemen van de banddynamo ontbreekt geheel en men ziet dan ook vaak dat fietsers overdag het licht aanhebben, de fietser merkt er niets van. Naafdynamo's zijn zwaarder dan banddynamo's. Naafdynamo's geven tijdens het fietsen zonder verlichting, afhankelijk van de kwaliteit, een lichte weerstand van circa 1 tot 4 %.
Omdat een naafdynamo altijd met het wiel meedraait is er een aparte schakelaar nodig om het licht aan en uit te schakelen. Sommige moderne koplampen schakelen automatisch aan als het donker wordt, vaak is er ook een handschakelaar aanwezig. Er is nauwelijks verschil te merken tussen een belaste en een onbelaste dynamo. Het rendement van een goede naafdynamo is door het ontbreken van mechanische verliezen veel hoger dan dat van een banddynamo. 
Beide polen van de elektrische aansluiting zijn geïsoleerd van het metalen huis. De verbinding met de voorlamp gebeurt met twee draden, die met een plug op de dynamo worden aangesloten. Het achterlicht verbruikt door het gebruik van leds zo weinig energie dat het door batterijen kan worden gevoed. Zo is er geen lange en kwetsbare draad meer nodig. De frequentie van de opgewekte stroom is vrij laag en daardoor ziet men het licht vaak snel knipperen, een verschijnsel dat bij de banddynamo niet zichtbaar is. Veel moderne lampen bevatten echter een condensator of oplaadbare batterij om het knipperen te verhinderen en bovendien ook bij stilstand enige tijd licht te geven.

### Spaakdynamo
De spaakdynamo is een dynamo in het voor- of achterwiel die wordt aangedreven door middel van een meenemer op een spaak of via de spaakflens. Deze dynamo loopt zwaar en is luidruchtig. Bovendien breekt de meenemer tussen de spaken gemakkelijk. Dit type dynamo is dan ook niet populair geworden.

## Werking
De werking van de dynamo berust op inductie, zodat de opgewekte spanning evenredig met het toerental van de dynamo is. Er hoeft niet snel te worden gefietst om voldoende lichtopbrengst te krijgen. Toch branden de lampjes bij hoge snelheid niet door. De verklaring hiervoor is dat de magnetismegeleiding van de kern waarop de spoel gewikkeld is, bij een stroomsterkte van 0,5 ampère in verzadiging raakt en daardoor de inductiespanning beperkt blijft. De dynamo functioneert dan in feite als stroombron in plaats van als spanningsbron. Daardoor blijft de stroom en daarmee de klemspanning beperkt. Dit betekent wel dat de lampjes ook wat betreft gezamenlijk stroomgebruik bij de dynamo moeten passen.
De eenvoudige banddynamo is zo gebouwd dat de magneet de rotor is, die in het midden van de dynamo in het rond draait. Het aantal in de dynamo gebruikte spoelen is meestal vier, maar zes spoelen komen ook voor. Een naafdynamo heeft meer spoelen, meestal 14. Alle spoelen zijn in serie geschakeld, maar de manier waarop dat moet is voor een dynamo met vier spoelen anders dan voor een dynamo met zes of zoals in een naafdynamo met 14 spoelen.

## Voorbeeld
Het loopwiel van een conventionele banddynamo heeft een diameter van 18 tot 25 mm. Een normale fietsdynamo kan ongeveer 0,5 ampère wisselstroom leveren bij een klemspanning van 6 volt, dit komt dus overeen met een elektrisch vermogen van ongeveer 3 watt. De meest voorkomende combinaties hierbij zijn een voorlamp van 400 mA en een achterlicht van 100 mA en 450 mA voor om 50 mA achter. De frequentie van de opgewekte wisselspanning van een banddynamo is gelijk aan {\displaystyle n} keer het toerental van het loopwiel:
{\displaystyle f=n\ {\frac {v_{\text{f}}}{\pi \cdot D_{\text{d}}}}\cdot {\frac {1000}{3600}}\ {\rm {Hz}}}
Hierin is:
- {\displaystyle D_{\text{d}}} de diameter van het dynamowieltje in meter
- {\displaystyle v_{\text{f}}}  de rijsnelheid in km/h
- {\displaystyle n} het aantal paren tegenover elkaar liggende spoelen in de dynamo

Met alleen twee tegenover elkaar liggende spoelen is de door de dynamo afgegeven frequentie gelijk aan het toerental van het loopwiel.
Voorbeeld: Bij een dynamo met een wieltje van 3 cm diameter en zes spoelen, een fietssnelheid van 18 km/h wordt de frequentie:
{\displaystyle {\frac {3\times 18}{3{,}14\times 0{,}03}}\times {\frac {1000}{3600}}=159\ \mathrm {Hz} }
De kracht bij een naafdynamo kan ook worden waargenomen, maar moeilijker. Met de fiets opgehangen om het wiel vrij te laten draaien, is te zien dat het wiel bij draaiing op vaste plaatsen tot stilstand komt. Hieruit is het aantal spoelen af te leiden. De frequentie van de opgewekte wisselspanning van een naafdynamo volgt uit:
{\displaystyle f=n\ {\frac {v_{\text{f}}}{\pi \cdot D_{\text{w}}}}\cdot {\frac {1000}{3600}}\ {\rm {Hz}}}
Hierin is:
{\displaystyle D_{\text{w}}} de diameter van het fietswiel in meter
{\displaystyle v_{\text{f}}} de rijsnelheid in km/h
{\displaystyle n} het aantal paren spoelen van de dynamo
Voorbeeld: Bij een wieldiameter van 74 cm en een naafdynamo met 24 spoelen en een fietssnelheid van 18 km/h wordt de frequentie:
{\displaystyle {\frac {12\times 18}{3{,}14\times 0{,}74}}\times {\frac {1000}{3600}}=25{,}8\,\mathrm {Hz} }
Het overwinnen van de magneetkrachten kost netto geen vermogen, aangezien de optredende krachten zowel tegen als in de draairichting werken. Dit is de reden dat bij uitgeschakelde verlichting de naafdynamo vrijwel geen vermogen opneemt. Anderzijds kost het altijd vermogen om met licht aan te rijden, aangezien men dat zelf moet opwekken.

## Rendement en weerstand
Het rendement van een fietsdynamo is verschillend en sterk afhankelijk van het type, de fietssnelheid en de kwaliteit van de dynamo. Naafdynamo's geven over het algemeen een hoger rendement dan banddynamo's. Voor een vergelijking met een door een dynamo aangedreven fietsverlichting van 3 watt en 6 volt, kan het zijn dat de gemiddelde fietser bij een snelheid van 20 km/h bij een matige banddynamo ongeveer een kwart van zijn trapvermogen gebruikt voor de fietsverlichting. Dat betekent dat wanneer deze gemiddelde fietser ongeveer 50 watt vermogen genereert 12,5 watt daarvan door de dynamo wordt gebruikt in plaats van voor snelheid. De kwalitatief beste banddynamo's halen een rendement van 40 % of meer. Bij naafdynamo's ligt het rendement gemiddeld rond de 42 %, bij een zeer goede naafdynamo rond de 55 %.

## Andere toepassingen
Behalve voor fietsverlichting, worden fietsdynamo's ook wel gebruikt als oplader voor bijvoorbeeld een mobiele telefoon.